# پل-آنری دو لو رو
پل-آنری دو لو رو (فرانسوی: Paul-Henri de Le Rue‎؛ زادهٔ ۱۷ آوریل ۱۹۸۴) اسنوبردسوار اهل فرانسه است.